# Catch You Catch Me
《Catch You Catch Me》（キャッチ・ユー・キャッチ・ミー），是日本女性歌手日向惠的單曲。1998年4月22日發行。
表題曲「Catch You Catch Me」是NHK衛星第2電視（後來的NHK教育電視台）播放的電視動畫《庫洛魔法使》的片頭曲。
1. ↑  . TOWER RECORD ONLINE. タワーレコード.   [2019-01-18]. （原始内容存档于2019-01-18）.